# Ганнівка (Деражненська сільська громада)
Га́ннівка (пол. Anielówka) — село в Україні, у Рівненському районі Рівненської області. З 2016 року у складі Деражненської сільської громади. Населення становить 113 осіб. Село має одну вулицю і має до 30 хат.

## Історія
У 1906 році колонія Анелівка Дераженської волості Рівненського повіту Волинської губернії. Відстань від повітового міста 35 верст, від волості 7. Дворів 33, мешканців 257.

## Відомі люди

### Народились
- Архипчук Сергій Володимирович — діяч мистецтв України, режисер-постановник Київського Національного академічного театру опери та балету.